# Церковь Святого Августина (Сиена)
Церковь Сант-Агостино (итал. La chiesa di Sant'Agostino — Церковь Святого Августина) — римско-католическая церковь в Сиене, Тоскана, Италия, расположенная в районе Прато-Сант-Агостино.

## История
Строительство церкви и прилегающего к ней монастыря было начато монахами-августинцами в 1258 году и продолжалось в течение длительного времени, так что в 1309 году строительство всё ещё продолжалось. На протяжении столетий храм подвергался расширениям и реконструкциям, первая из которых произошла в XV веке, примерно между 1450 и 1490 годами. Свидетельства этого периода сохранились в основном на внешней стороне здания. В ноябре 1492 года в приписке к своему завещанию граф Бальдо ди Мариотто Лукарини, сиенский патриций, выделил 50 флоринов на расходы, связанные с выполнением запрестольного образа главного алтаря, как доказательство того, что работы к этому времени были близки к завершению.
После разрушительного пожара 1747 года интерьер потребовал полной реконструкции, которую провел архитектор Луиджи Ванвителли, придавший прежним постройкам облик неоклассицизма XVIII века. В 1785 году к церкви был присоединён близлежащий приход Сан-Сальваторе, который затем принял ее приходской титул.
В начале XIX века, в связи с запретом Наполеоном деятельности религиозных орденов, августинцам пришлось покинуть монастырь, который был передан в ведение Конвитто Толомеи. Через несколько лет августинцы вернулись, чтобы управлять приходом, но не имея возможности вновь занять монастырь, им пришлось поселиться в небольшом доме поблизости. В конце XX века августинцы окончательно покинули здание, и церковь была передана Сиенской епархии.

## Архитектура и произведения искусства

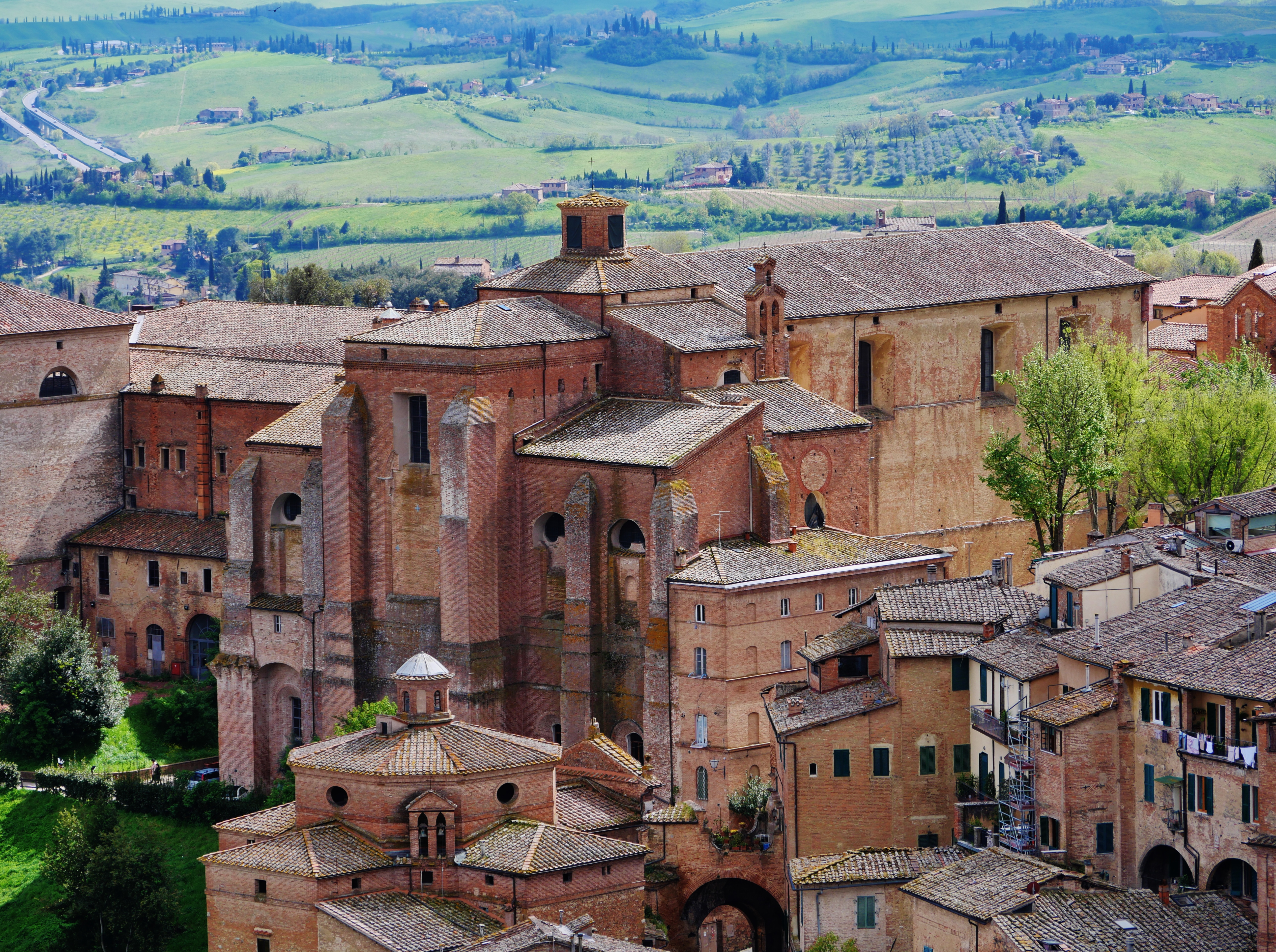
Панорамный вид

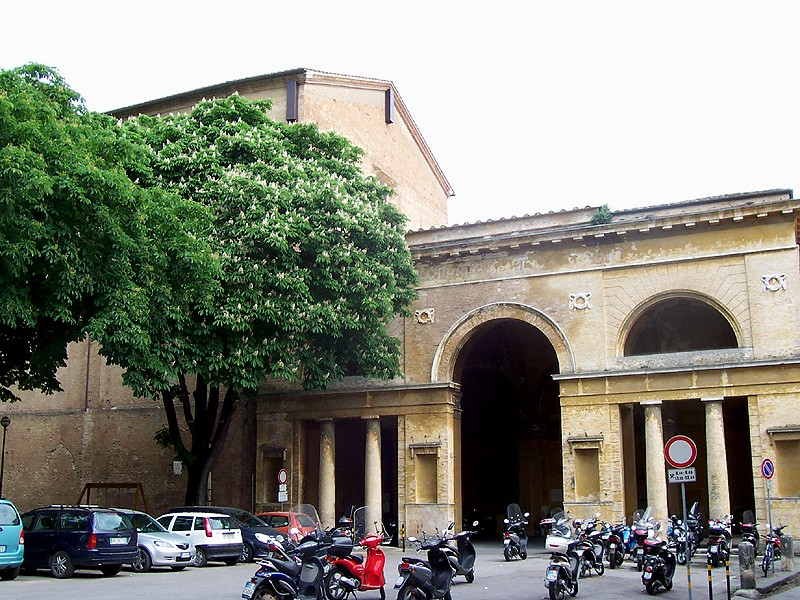
Неоклассический фасад

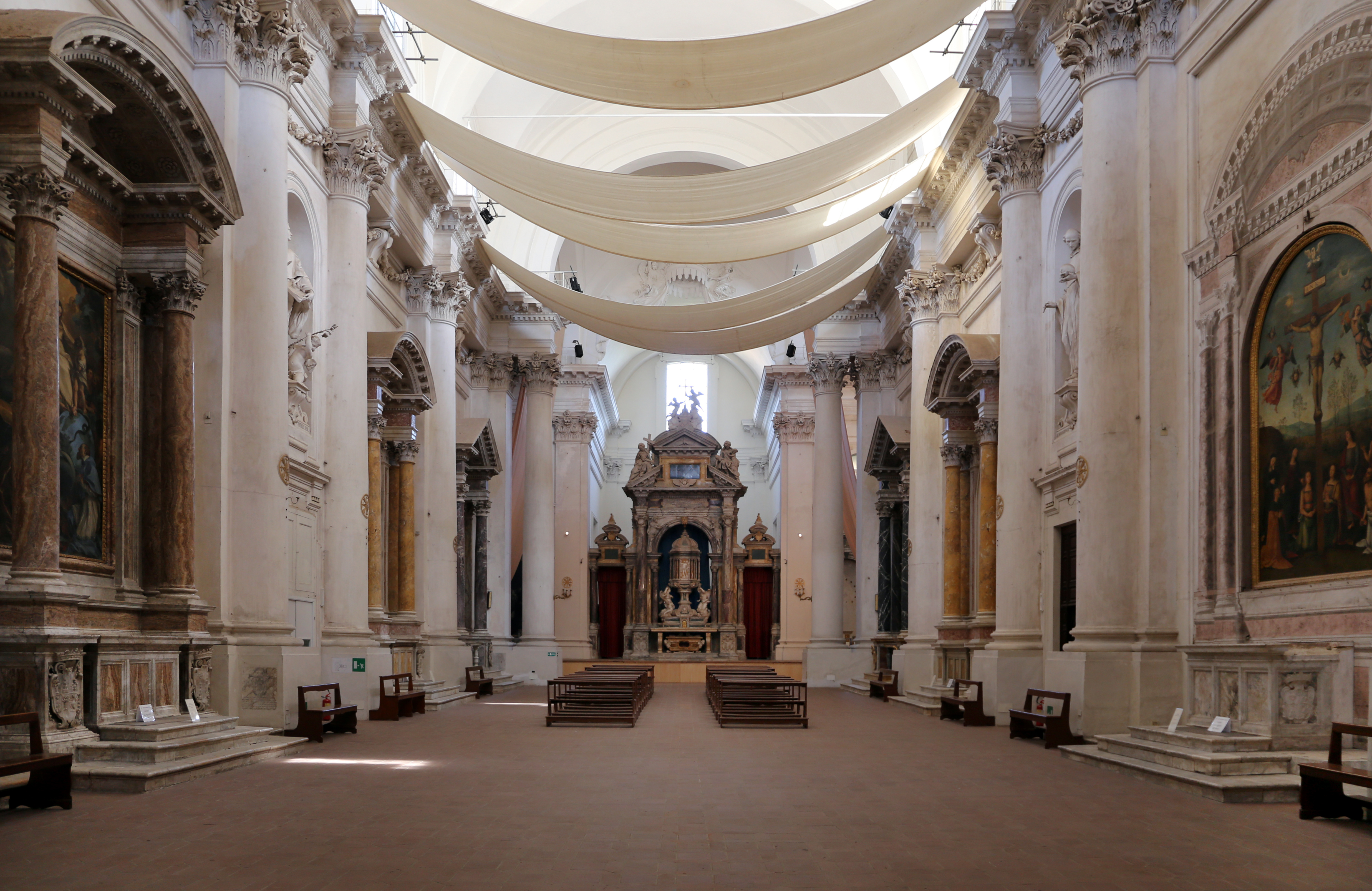
Интерьер

Изначально существовавший простой фасад ныне скрыт за атриумом с колоннадой XIX века, построенным Агостино Фантастичи в неоклассическом стиле между 1818 и 1819 годами и ведущим в здания бывшего монастыря.
Церковь имеет план в виде латинского креста. Интерьер, также оформленный в неоклассическом стиле XVIII века, состоит из одного нефа, перекрытого крестовыми сводами, по сторонам имеющего полуколонны, которые разграничивают большие пространства: в них находятся алтари и статуи работы Джузеппе Маццуоли и Джузеппе Силини. Трансепт имеет четыре боковые капеллы, по две с каждой стороны. Здание замыкает глубокий пресвитерий. Пространство отличается строгим классическим архитектурным языком, который хорошо гармонирует с сохранившимися монументальными полихромными мраморными алтарями, возведёнными между концом XVI и началом XVII века и представляющими собой ценное художественное наследие.
Главный алтарь работы Фламинио дель Турко (начало XVII века) включает киворий в форме храма с барельефом воскресшего Христа и скульптурами двух поклоняющихся ангелов работы Джованни Антонио, Франческо и Джузеппе Маццуоли.
Среди произведений искусства в интерьере храма выделяются «Распятие» Пьетро Перуджино, единственная картина художника в городе, заказанная Перуджино в 1502 году Мариано Киджи, но созданная позднее, между 1506 и 1507 годами. Ранее алтарная картина имела пределлу с «Историями Христа», которая теперь разделена между Метрополитен-музеем в Нью-Йорке и Чикагским институтом искусств.
В третьем алтаре, созданном по проекту Фламинио дель Турко, находится алтарная картина с изображением Иисуса, встречающего свою мать на пути к Голгофе, картина, начатая Алессандро Казолани, но законченная Вентурой Салимбени, который подписал её и добавил дату 1612 год.

## Капелла Пикколомини
Главной достопримечательностью церкви является Капелла Пикколомини, названная так из-за полной реконструкции существовавшей ранее капеллы, заказанной семьей Пикколомини в конце XVI века. Пройти в капеллу можно через комнату, где выставлен мраморный памятник папе Пию II, созданный Джованни Дюпре в 1850 году. Внутри находится алтарь Пикколомини воздвигнутый в 1596 году из полихромного мрамора, на котором имеется созданная ранее картина на дереве «Поклонение волхвов» работы Содомы, созданная для Джованни и Ардуино Ардуини около 1531 года.
На противоположной стене в люнете видна знаменитая фреска с изображением «Маэсты» (Величание Богоматери) работы Амброджо Лоренцетти, датируемая 1337—1338 годами. Фреска, которая является старейшим произведением, сохранившимся в церкви, была спасена при её перестройке, благодаря членам семьи Пикколомини, в результате которого массивный алтарь был помещен у стены «Маэсты» Лоренцетти. Поскольку последняя была скрыта алтарём, никто не потрудился её удалить, в отличие от других фресок, которые предположительно присутствовали в капелле и которые безвозвратно утеряны. Фреска была вновь обнаружена в 1944 году, когда было принято решение защитить живопись Содомы от бомбардировок Второй мировой войны. Затем весь алтарь Пикколомини был перенесён на противоположную сторону капеллы, где он находится и по сей день, что позволило «Маэсте» Лоренцетти вернуть себе былое величие.
В четырёх алтарях по левой стороне нефа находятся другие алтарные картины: «Поклонение пастухов» Джованни Франческо Романелли (ок. 1640), «Непорочное зачатие» Карло Маратты (1681), «Крещение Константина» Франческо Ванни (1586), «Пресвятая Троица и святые» Пьетро Сорри (первая половина XVII века).
На хорах контрфасада находится орган, построенный между 1522 и 1526 годами (год смерти мастера) Джузеппе Пифферо и завершенный неизвестным лицом между 1533 и 1538 годами; размещённый в двойном корпусе (передний выполнен в стиле барокко и, вероятно, был изготовлен Джузеппе Силини в 1770 году.
В левом трансепте находится надгробный памятник Агостино Киджи, бывшему ректору Оспедале Санта-Мария-делла-Скала, созданный в 1631 году Томмазо Реди. Здесь же установлена полихромная деревянная статуя Святого Николая Толентинского работы неизвестного художника конца XV века.
В правом трансепте находится картина Рафаэлло Ванни "Смерть Святого Фомы да Вильянуэва (1664) и надгробный памятник Орсо д’Эльчи работы Джованни Антонио Маццуоли.
В Капелле Бичи были обнаружены старинные фрески, датируемые пятнадцатым веком. Это две сивиллы, изображённые Лукой Синьорелли в люнетах свода, и две монохромные фрески, изображающие «Рождение Девы Марии» и «Рождество Иисуса», созданные Франческо ди Джорджо Мартини и его мастерской, возможно, при участии Пьетро дельи Ориоли. В капелле также имеется картина с изображением Святого Христофора 1755 года работы художника Никколо Франкини.

## Галерея

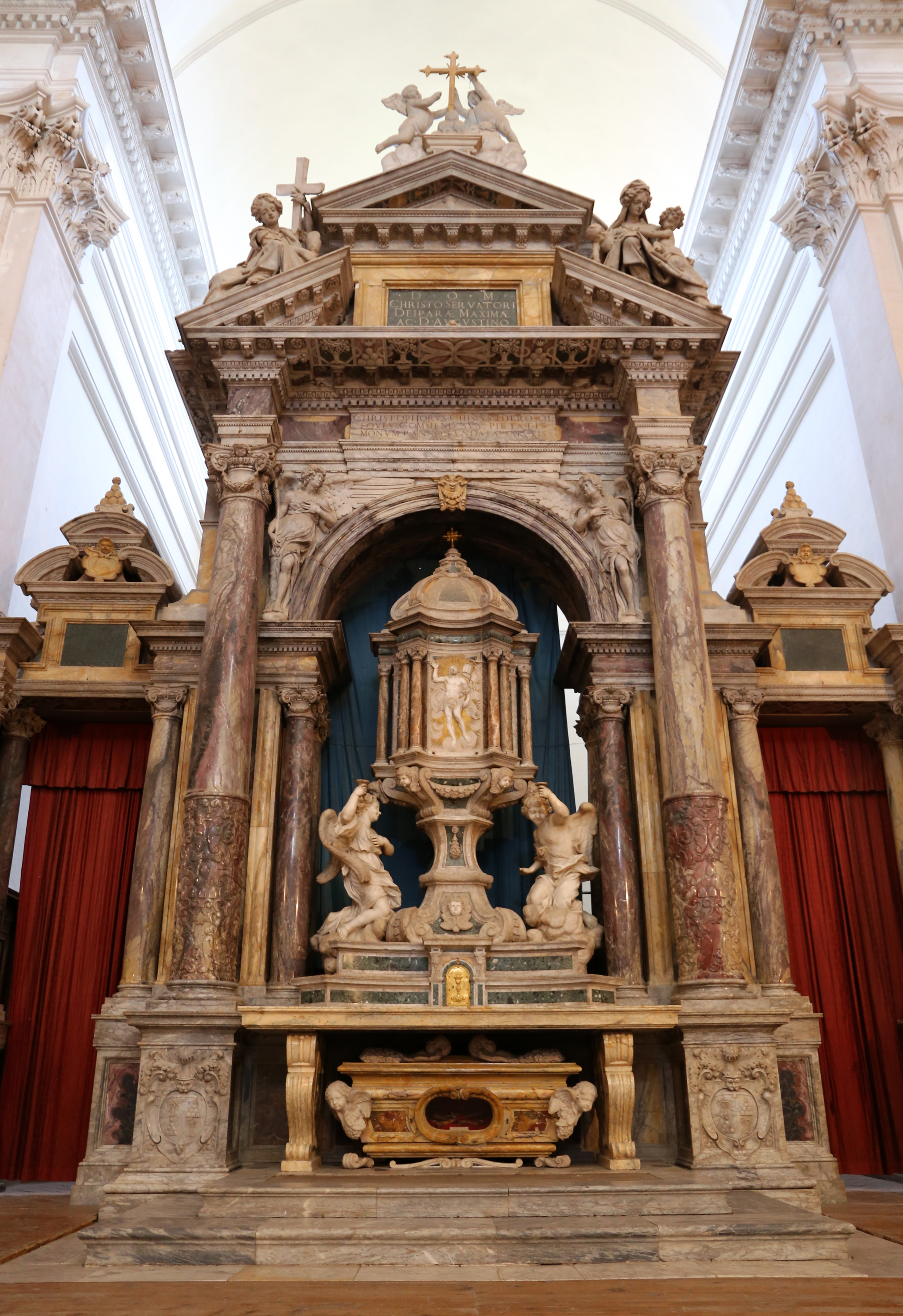
Главный алтарь. Ок. 1610. Архитектор Фламинио дель Турко
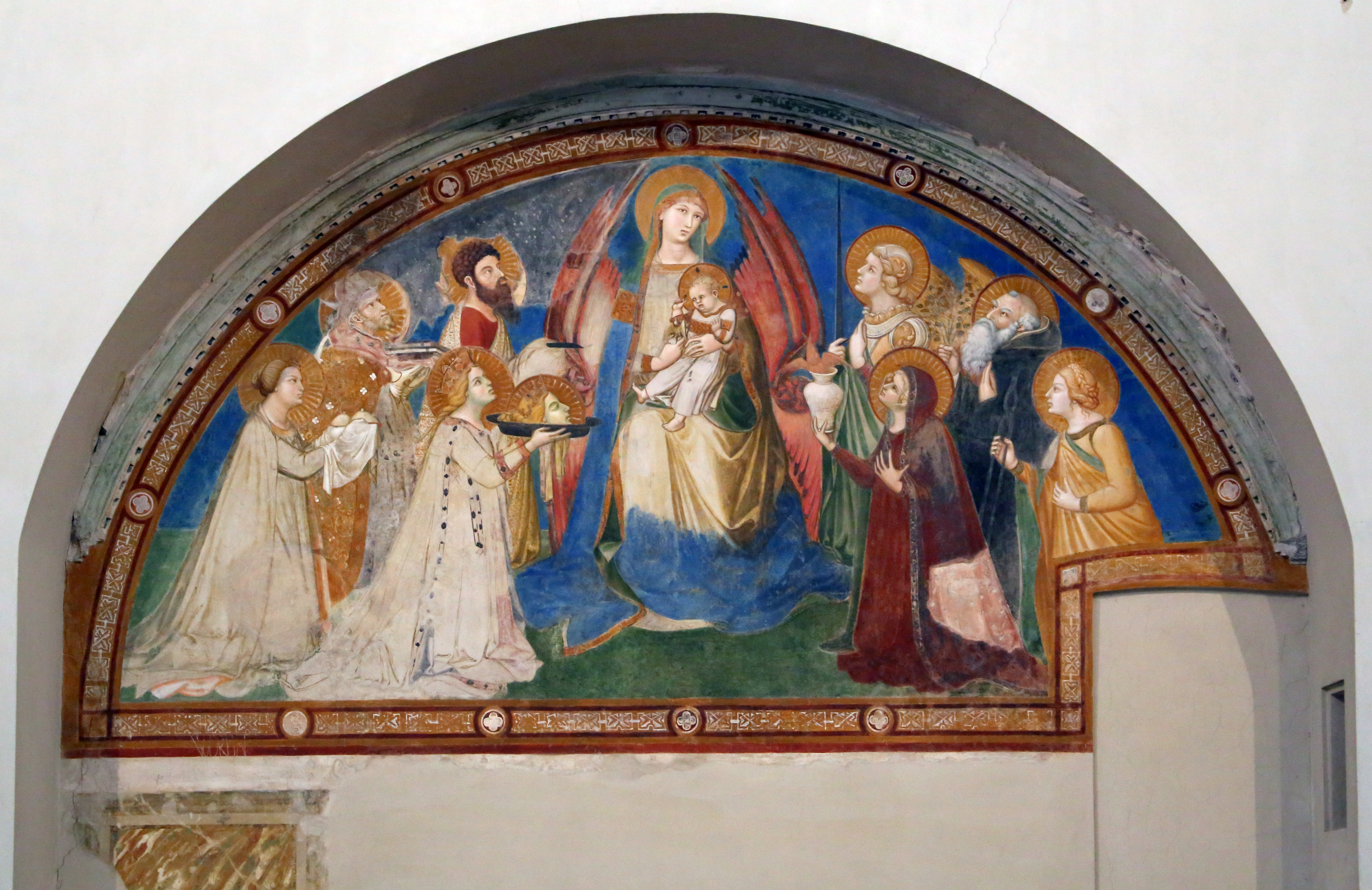
Амброджо Лоренцетти. Маэста. 1337–1338. Фреска
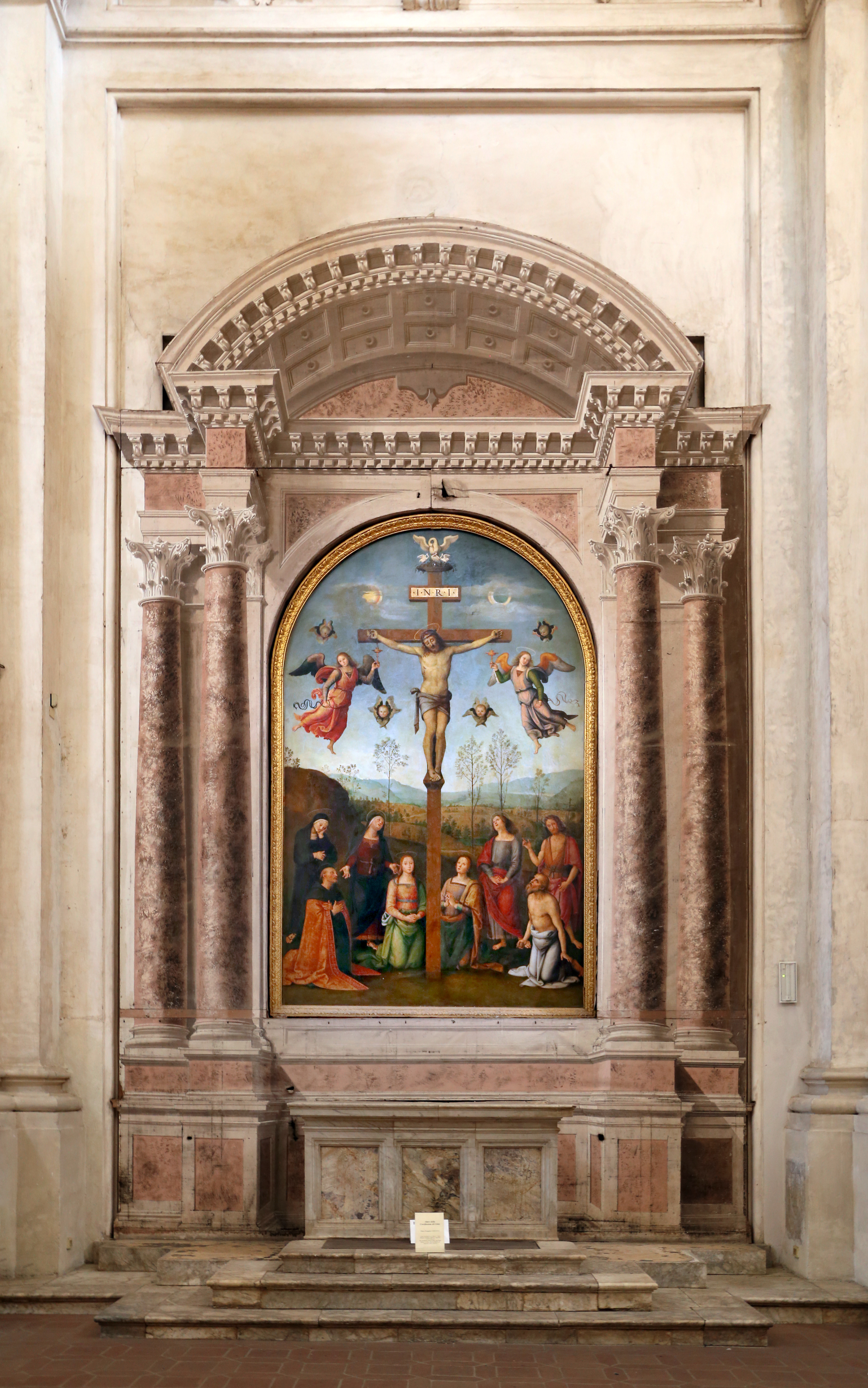
Алтарь Киджи с картиной Перуджино
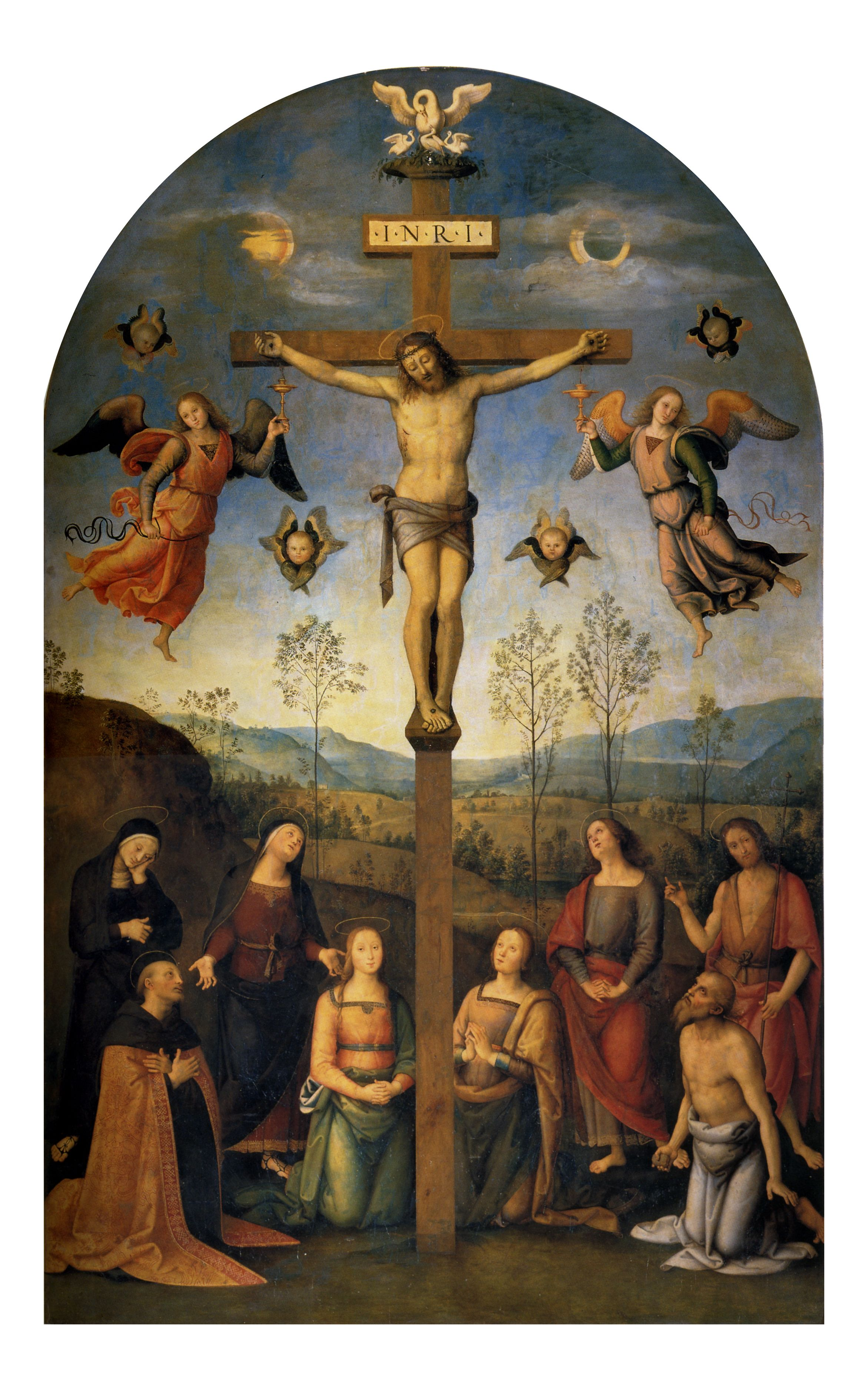
Пьетро Перуджино. Распятие. 1506. Дерево, масло
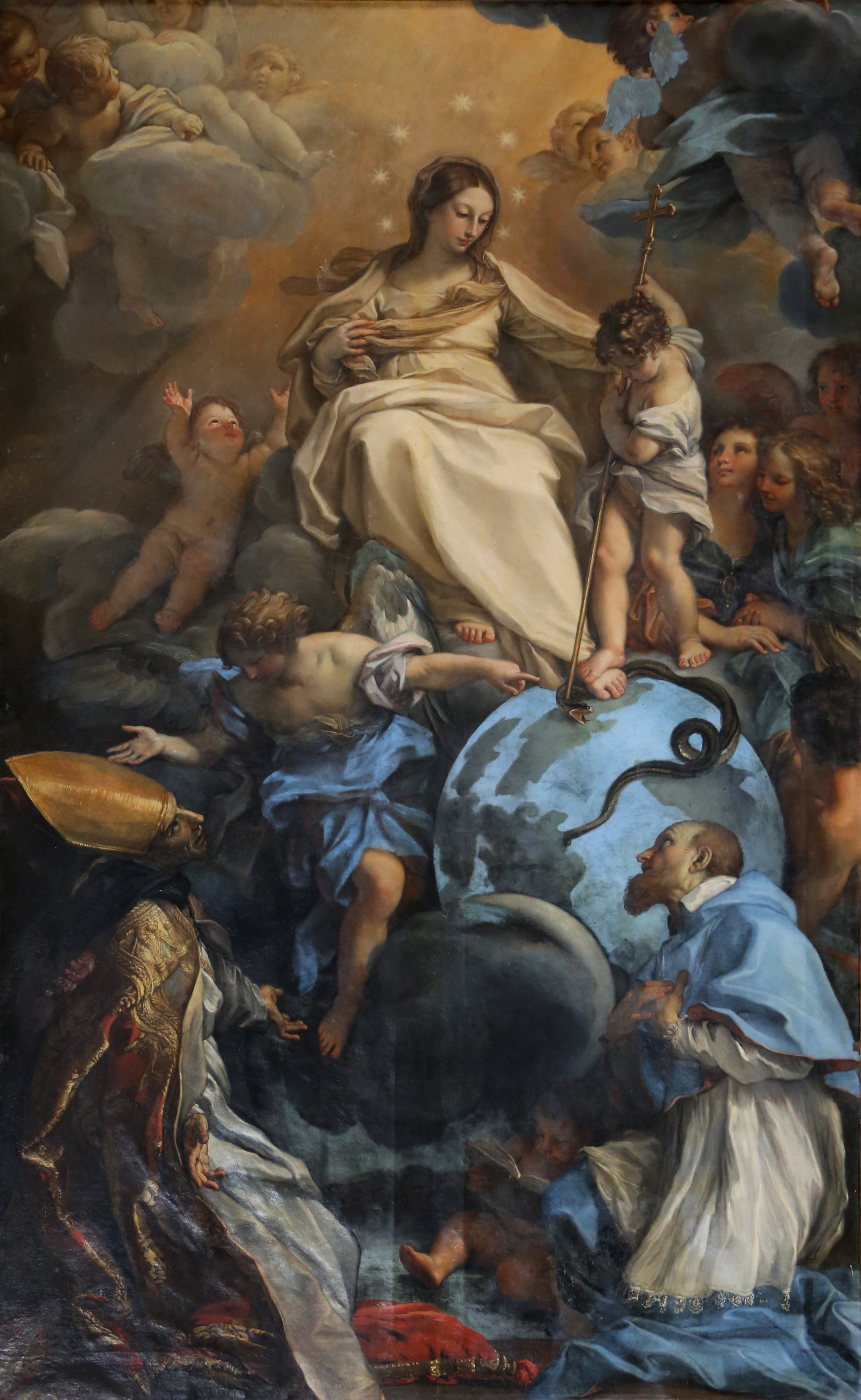
Карло Маратта. Мадонна во славе со святыми Франциском Сальским и Фомой да Вильянуэва. Между 1665 и 1671
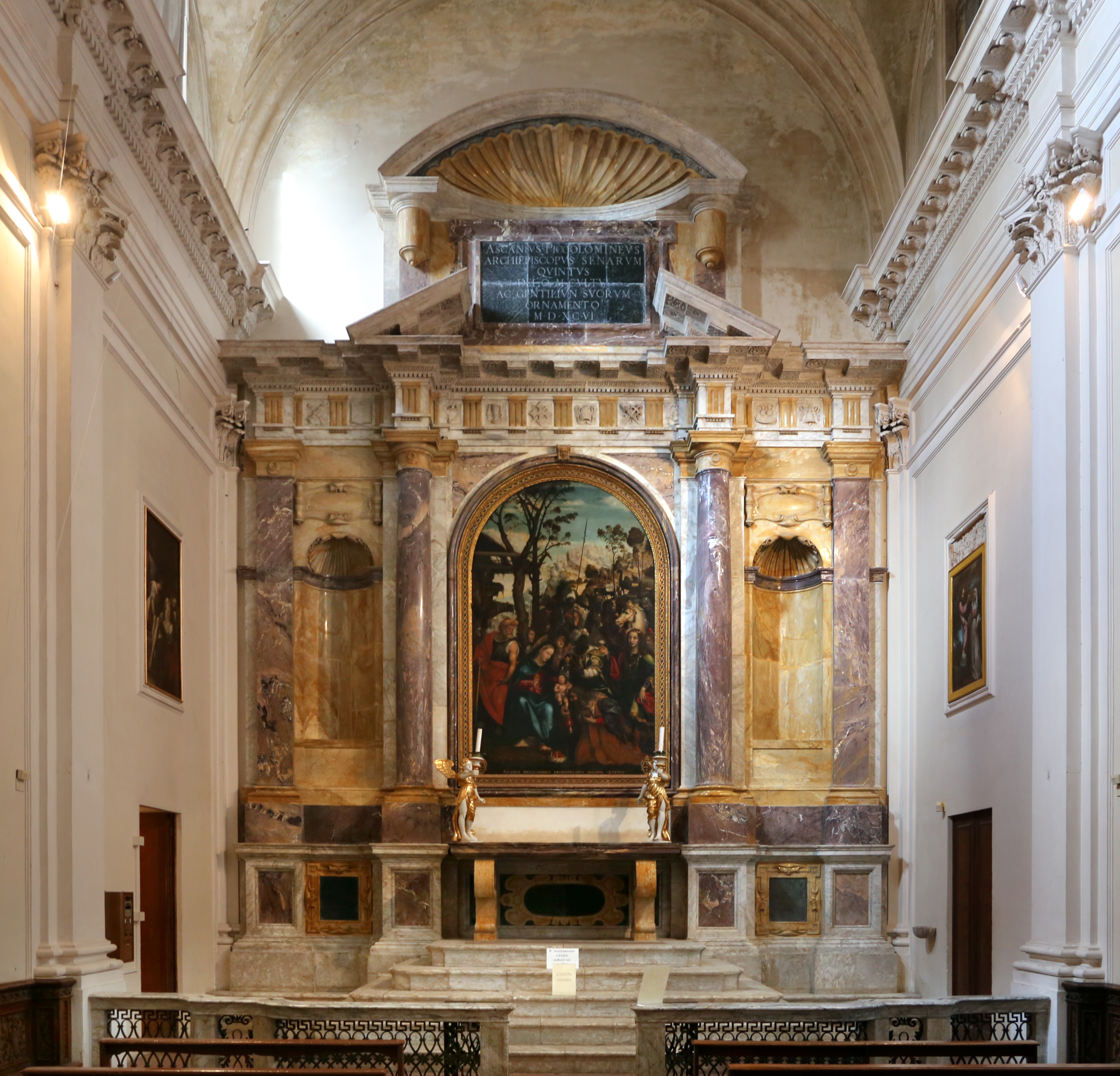
Алтарь Поклонения волхвов. 1530
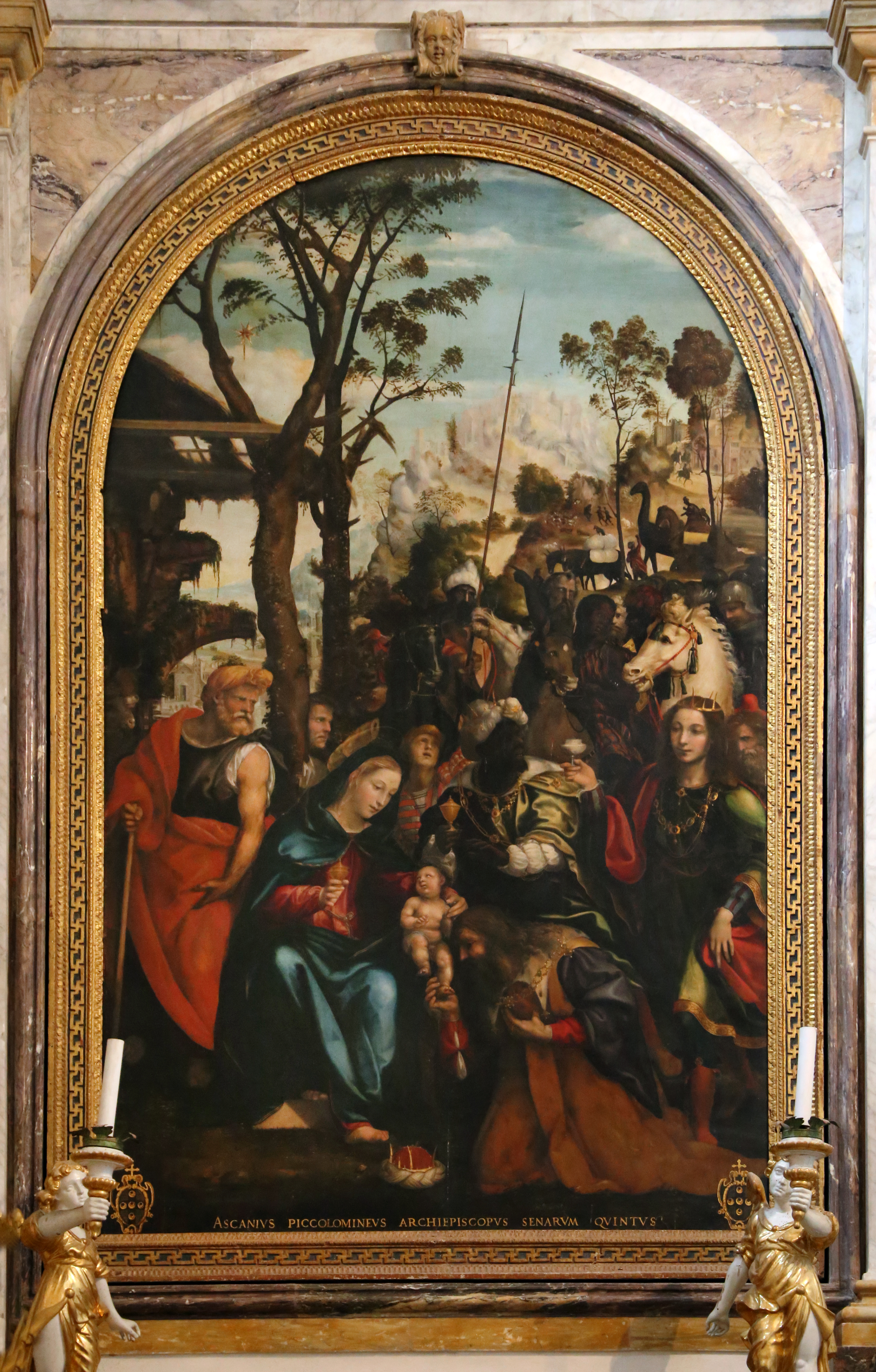
Содома. Поклонения волхвов. Деталь алтаря. 1530
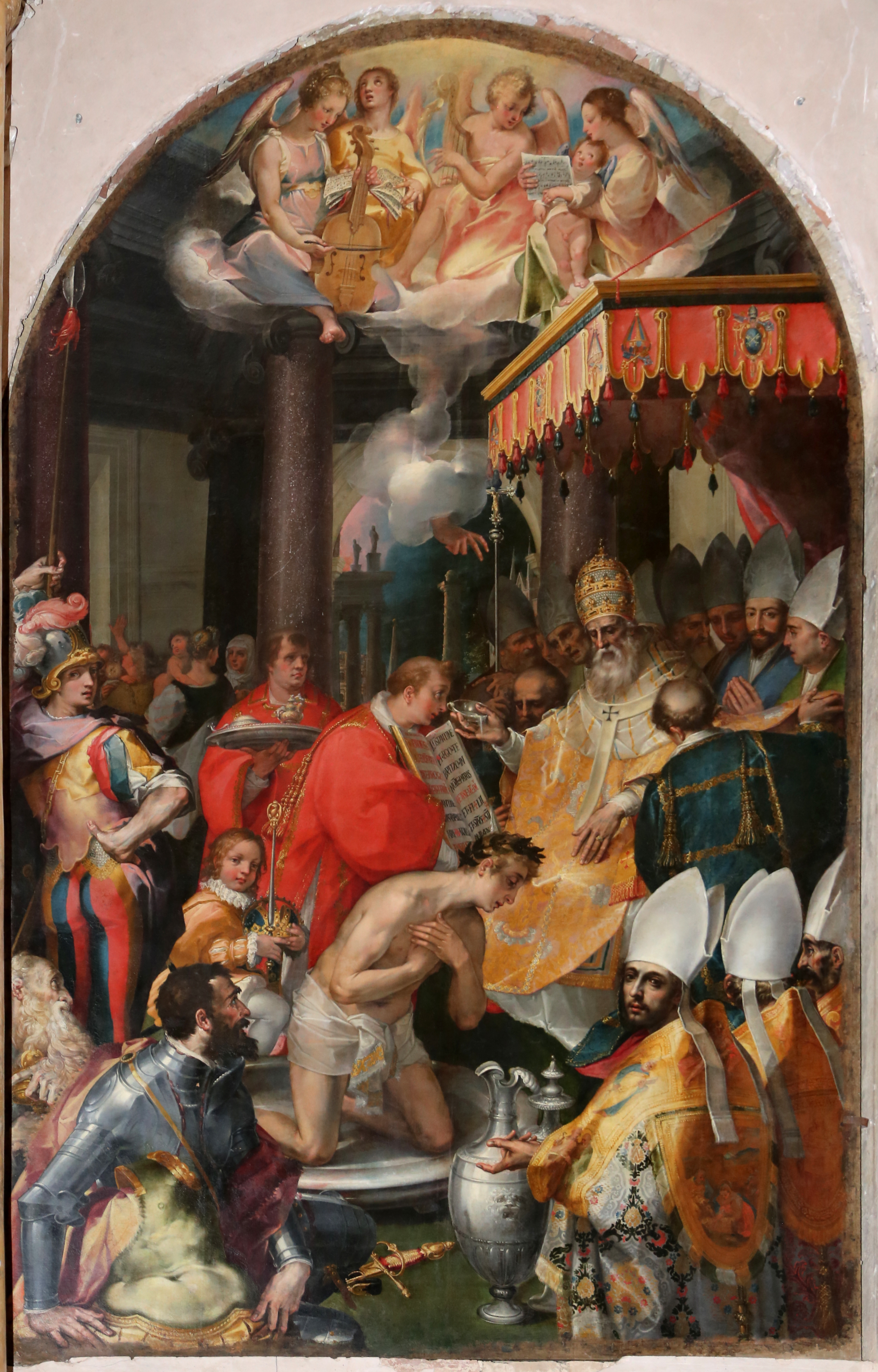
Франческо Ванни. Крещение Константина. 1586-1587
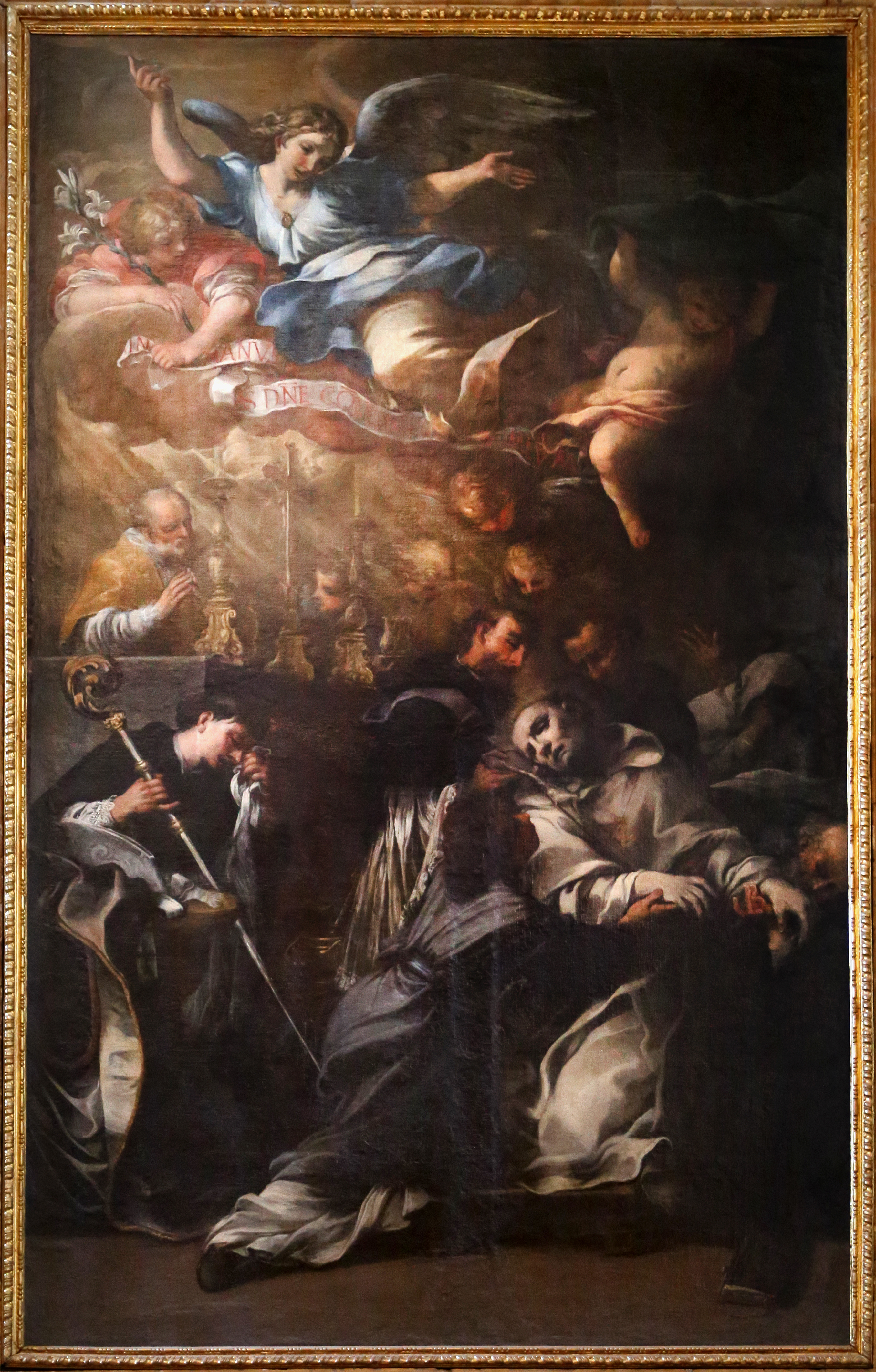
Рафаэлло Ванни. Смерть Святого Фомы да Вильянуэва. 1664
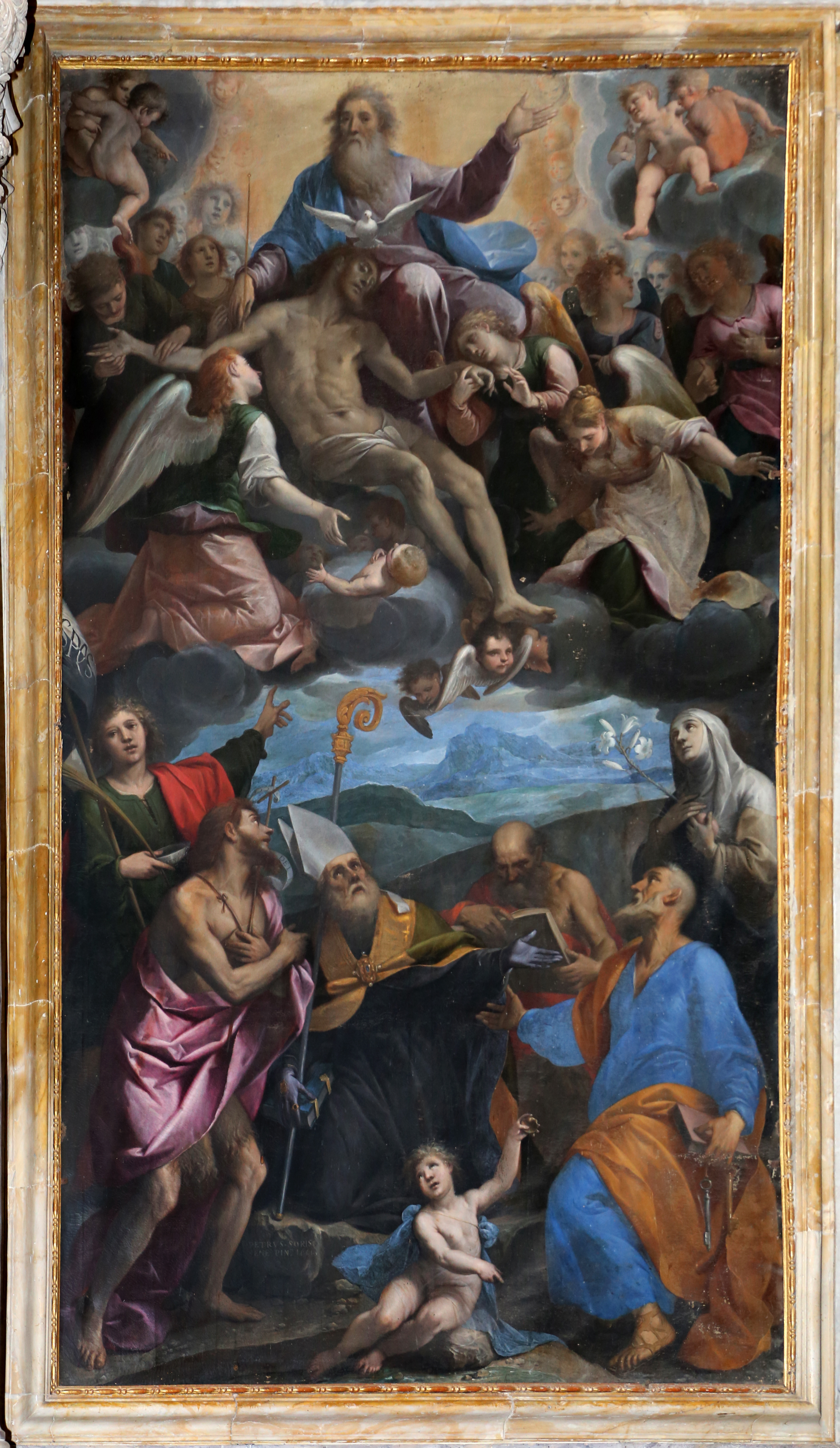
Пьетро Сорри. Диспут о Святой Троице. 1600
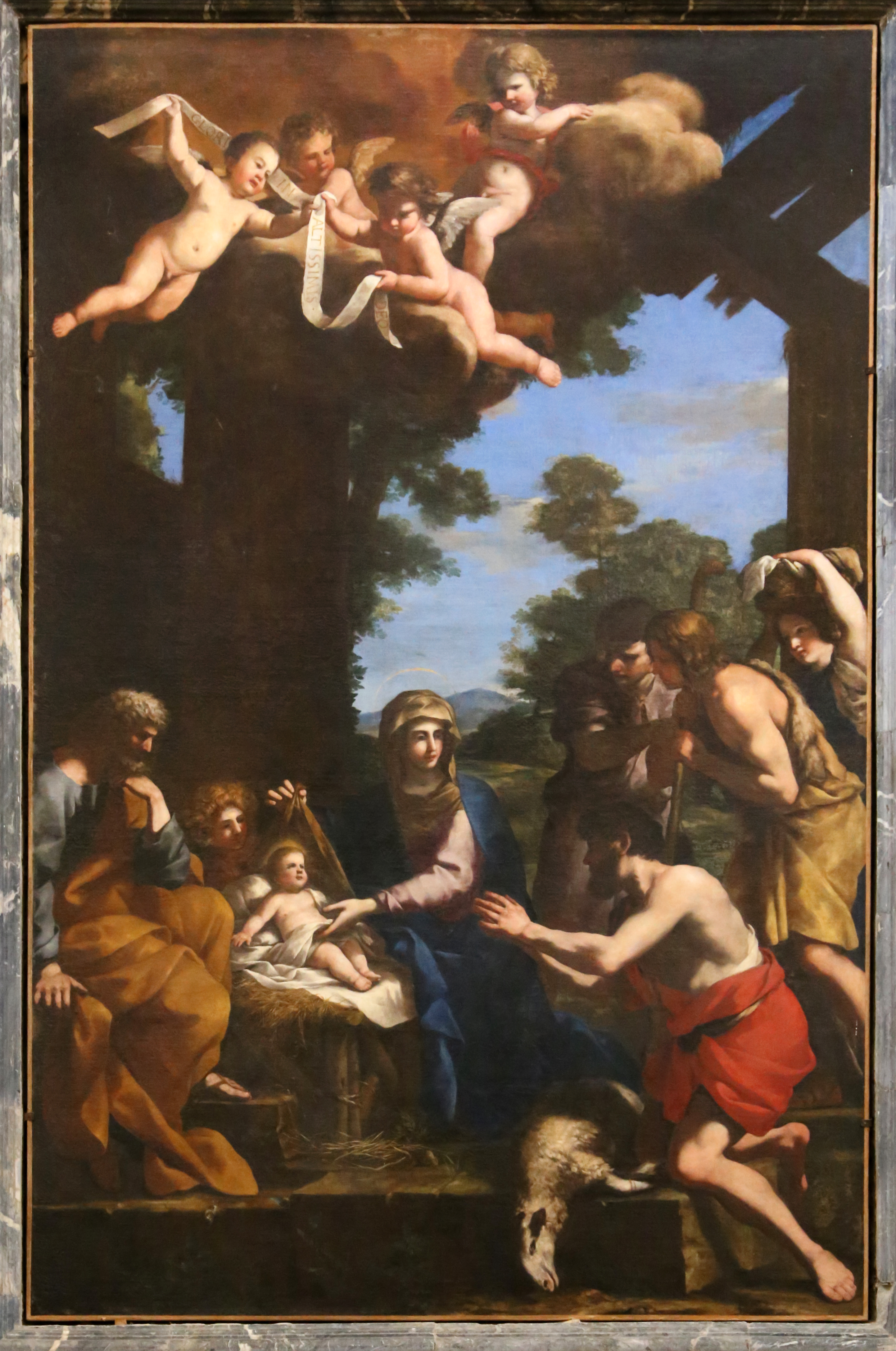
Джованни Франческо Романелли. Поклонение пастухов. 1640
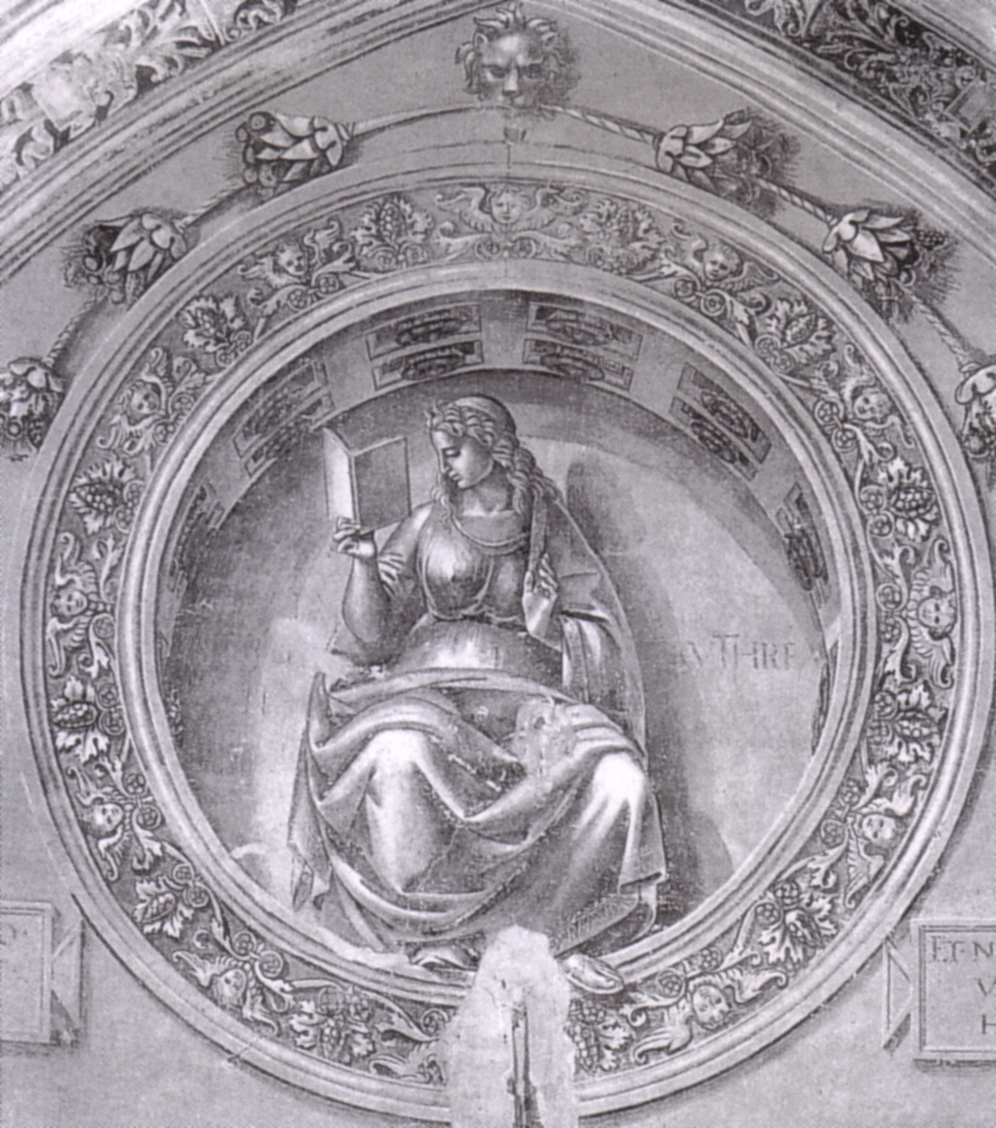
Лука Синьорелли. Сивилла Эритрейская. Между 1501 и 1523. Гризайль